# 原田海
原田海（日语：／ Harada Kai，1999年3月10日—）是一名日本男子運動攀登運動員。他曾經獲得2018年世界攀岩錦標賽男子抱石賽金牌。原田於2009年在大阪開始練習攀登運動。2015年，他首次參與國際主要賽事。

## 外部連結
- IFSC （页面存档备份，存于） （英文）
- JMSCA（页面存档备份，存于） （日語）
- 原田海的Facebook專頁
- 原田海的X（前Twitter）
- 原田海的Instagram帳戶
- YouTube上的原田海頻道